# 2022年哥斯达黎加政府遭勒索软件攻击
在2022年4月17日晚上開始，哥斯大黎加政府近30個部門遭受勒索軟體大規模攻擊，當中包括財政、創新科技及科學部門，並威脅1000萬美元的贖金，以換取不公開財政部的資料，包括市民及公司的的稅務資料。
這导致政府關閉電腦系統，並導致每日30萬美元的損失。在2022年5月8日，新上任的總統羅德里戈·查韋斯·羅伯斯宣佈全國進入緊急狀態。

## 資料外洩
由於政府拒絕支付贖金，黑客把窃取的672GB的文件釋放出其泄密网站。